# Keyumars

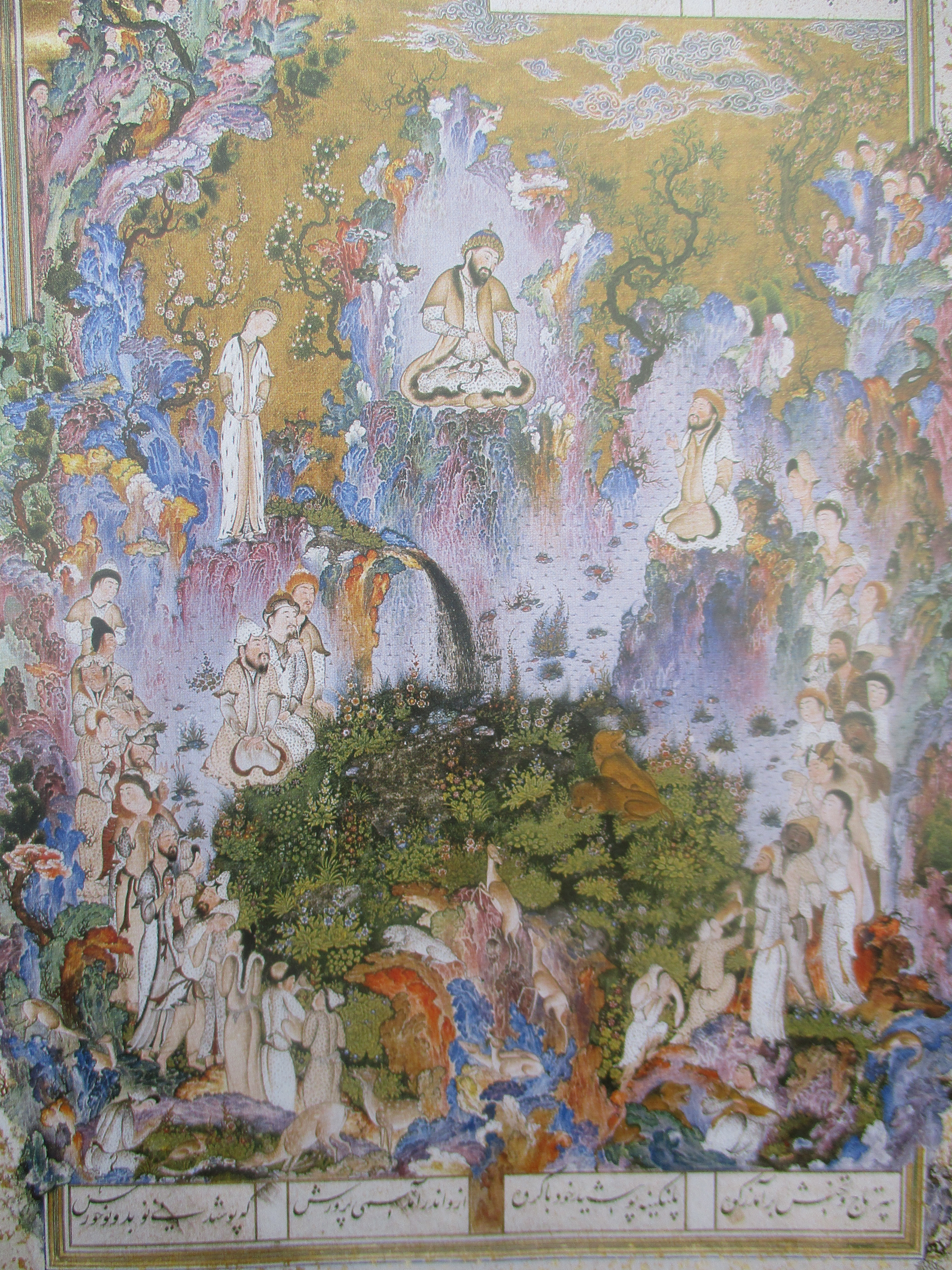
Palazzo di Keyumars, coll. Aga Khan.

Keyumars (Lingua persiana antica کیومرث, Kayūmars̱) fu il primo shah del mondo, secondo lo Shahnameh di Ferdowsi.
Il suo personaggio è basato sulla figura di Gayomarhtan dell'Avestā, divenuto poi nella letteratura zoroastriana Gayomard o Gayomart.

## Etimologia
Gayomarhtan è composto da due parole avestiche: gaya, "vita" e marhtan, "mortale, umano" (cf. persiano mard, "uomo"). Secondo la tradizione zoroastriana Gayomarhtan fu il primo essere umano. Il suo nome potrebbe significare anche "vita umana". Keyumars è un nome di persona popolare in Iran.

## Letteratura zoroastriana
Secondo il mito della creazione zoroastriana, Gayomart fu il primo essere umano creato da Ahura Mazdā dopo aver creato la Terra. Gayomart non era né maschio né femmina. Angra Mainyu, il Male, inviò un demone per ucciderlo: Jeh (Jahi). Dal suo cadavere nacque un albero dai cui rami nacquero il primo uomo e la prima donna: Mashya e Mashyana.

## Shahnameh
Lo Shahnameh di Ferdowsi inizia con la storia di Keyumars. Fu il primo re degli uomini che a quei tempi vivevano in grotte sulle montagne e indossavano pelli di leopardo. Ohrmuzd (Ahura Mazda) gli donò lo splendore soprannaturale riservato ai re detto farr (avestico xvarhnah). Suo figlio Siyamak era amato da tutti tranne da Ahriman (Angra Mainyu) che gli inviò contro un esercito guidato dal suo figlio demoniaco. Quando l'angelo Sorush (avestico Sraoša) avvertì Keyumars, Siyamak si mise a capo di un esercito. Accettò la proposta di un duello col nemico, ma morì combattendo.
Keyumars rimase a lutto per un anno, quando Sorush lo avvisò di combattere contro Ahriman. Hushang, figlio di Siyamak, guidò un esercito contro il figlio di Ahriman che fu legato e decapitato.
Keyumars morì dopo 33 anni di regno, lasciando il trono a Hushang.